# Magyarország települései: Ty

## Ty
| Név    | Típus      | Vármegye               | Kistérség | Nép. | Irsz. |
| ------ | ---------- | ---------------------- | --------- | ---- | ----- |
| Tyukod | nagyközség | Szabolcs-Szatmár-Bereg | Csengeri  | 2142 | 4762  |